# Anteojito
Anteojito es un personaje argentino creado por el dibujante de origen español, radicado en Argentina, Don Manuel García Ferré. Entre sus apariciones podemos nombrar la revista homónima, editada en el periodo 1964-2001, que llegó a tener 1925 números, cortos publicitarios, historietas, películas animadas, series de animación como invitado. A fines de los años 1960, logró vender más de 250.000 ejemplares, todo un récord para una revista infantil.

## Descripción
Anteojito era un niño que llevaba grandes anteojos (de allí su nombre), y cuya edad varía a lo largo de los años, ya que si bien nunca se menciona, en sus primeras apariciones parecía rondar los 6 años, y en las últimas unos 10. Podía ser muy tranquilo o muy travieso, siempre muy inteligente, y vivía con su tío Antifaz. Su latiguillo para dar cierre a una historieta o aventura era "¡Intríngulis-Chíngulis! ¡Uh! ¡Uh! ¡Uh!", y la palabra que utilizaba como exclamación para indicar su sorpresa "¡Tracatechingulis!". 
El personaje fue cambiando con los años, modernizándose. En sus inicios contaba con unos apenas seis pelos y un cuerpo pequeño y algo desproporcionado, mientras que su indumentaria era un simple delantal, e iba descalzo. 
Luego, su aspecto fue tornándose más "real", es decir, dejó atrás los signos de caricatura para tomar dimensiones más estilizadas. Su cuerpo era más alto, usaba gorra, zapatos y pantalones, y contaba con mucho cabello, mostrando un niño ya más grande. 
Particularmente Anteojito se destacó por su manera de cantar (interpretado en la voz por Marion Tiffemberg, hasta su fallecimiento en 1979, cuando toma la posta la misma hija del creador del personaje, Diana García Ferré), llevando así decenas de canciones infantiles y propias de la cultura argentina a los niños, como "La vaca lechera", "Barrilito de Cerveza", "Mi Buenos Aires Querido" entre otras.

## Evolución
Anteojito surgió en una campaña publicitaria a comienzos de la década de 1960, a través de la pantalla del Canal 9 de Buenos Aires.  Las publicidades presentaban a Anteojito y su tío Antifaz, en distintas situaciones, mostrando variedad de productos a lo largo del corto animado. La popularidad que el personaje adquiere entre los niños, lleva a la creación en 1964 de la publicación de su propia revista semanal, titulada "Anteojito". Su contenido era didáctico, anclado en las políticas educativas de la época, y de entretenimiento, presentando aventuras en historietas, juegos, cuentos, leyendas, fábulas, entre otras secciones, que fueron variando durante sus 37 años de publicación.
Eventualmente Anteojito participó de algunos capítulos de la serie Las aventuras de Hijitus, junto a Antifaz, aunque como personaje incidental más que fijo.La popularidad del personaje, motivó a García Ferré a realizar en 1972 un largometraje de dibujos animados protagonizado por Anteojito y Antifaz, acompañados de personajes ya conocidos como así también de otros creados expresamente para este film. Mil intentos y un invento, fue el primer largometraje argentino de dibujos animados realizado a color y también el primero premiado internacionalmente. Anteojito además protagonizó cortos animados y programas propios de televisión. El primero fue "El Club de Anteojito y Antifaz", que comenzó a emitirse en 1964 y contó con la conducción de nombres famosos como Maurice Jouvet, Guillermo Brizuela Méndez, Emilio Ariño, Osvaldo Pacheco, Julio Vivar, Marta Camus y Juan Carlos Altavista, entre otros.
A partir de 1983 se emitió una secuela, llamada simplemente "El Club de Anteojito", programa conducido por Berugo Carámbula y Gachi Ferrari que, a principios de la década de 1980, tuvo un enorme éxito, y lo consagró como uno de los personajes más famosos y queridos por los niños de una nueva generación.

## Su propia revista
En 1964 salió a la venta la mencionada revista infantil "Anteojito", creada por Manuel García Ferré. A lo largo de las décadas mientras se publicó, compitió con éxito con otra de las revistas infantiles muy populares de Argentina, Billiken. En algunas ocasiones comenzaron a publicarse otras revistas infantiles, pero ninguna logró superar el éxito que cosechó durante muchos años "Anteojito".
A mediados de la década de 1990 comenzaron a lanzarse publicaciones infantiles que cambiaron completamente la temática de sus contenidos, orientadas más hacia lo tecnológico y la informática, dejando atrás la ingenuidad, la inocencia y el encanto que mantenía "Anteojito". Este es el caso por ejemplo de la revista del Grupo Clarín, "Genios" (actualmente vigente) que, a partir de 1998 comenzó a desplazar en cantidad de ejemplares a la Revista "Anteojito". 
Finalmente, hacia fines de 2001, y luego de más de 1900 ejemplares, "Anteojito" dejó de publicarse, dando cierre a toda una época de la cultura infantil argentina, por cuyas páginas desfilaron una gran cantidad de personajes, entre ellos: "La Aventuras de Pi-Pío", "Pelopincho y Cachirula", "La Vaca Aurora", "Las Aventuras de Hijitus", "La Pícara Sandrita", "Rinkel, El Ballenero", "Sónoman" y muchísimos más.